# Vrouw met kat
Vrouw met kat, ook wel Olga met de kat genoemd, is een bronzen sculptuur van de Nederlandse beeldhouwer en schrijver Jan Wolkers, dat de vrouwelijke hoofdpersoon Olga uit zijn roman Turks fruit verbeeldt. Het werk staat in de Nederlandse stad Groningen.

## Beschrijving
Vrouw met kat werd vervaardigd in 1956 en is te zien in de Groninger wijk Corpus den Hoorn, bij de kruising tussen de Laan van de Vrede en de Paterswoldseweg. Het beeld werd in 1960 geplaatst, nadat het door het Bouwfonds Nederlandse Gemeenten aan de gemeente Groningen was geschonken ter gelegenheid van de oplevering van de tienduizendste naoorlogse woning.
Het beeld, dat een vrouw laat zien die een kat in haar armen houdt, werd door Wolkers vervaardigd in zijn zogenaamde figuratieve periode. In de sculptuur wordt de dierenliefde van de vrouwelijke hoofdpersoon Olga uit zijn roman Turks fruit verbeeld. In dat boek komt een passage voor die de verhouding tussen haar en de kat verduidelijkt. Nadat de mannelijke hoofdpersoon, waarvoor Wolkers zelf model stond, per ongeluk een eendje heeft vertrapt dat door Olga wordt verzorgd, schrijft hij: "Stuiptrekkend lag hij aan mijn voeten en Olga kroop met een schreeuw in elkaar. Ze heeft de hele dag met het dode diertje in de holte tussen haar lichaam en haar opgetrokken benen tegen de muur zitten huilen. En ik geloof dat daarom dat beeld van die vrouw met die kat zo innig is geworden. Want ze stond zo droevig te poseren en het liet haar maanden niet los".